# Sidi Mezghiche
Sidi Mezghiche (în arabă سيدي مزغيش) este o comună din provincia Skikda, Algeria.
Populația comunei este de 25.593 de locuitori (2008).